# Atenodor (imię)
Atenodor – imię męskie pochodzenia greckiego, oznaczające „dar Ateny”. Wśród patronów — św. Atenodor (zm. IV wiek).
Atenodor imieniny obchodzi 7 grudnia.